# Majilis
De Majilis (Kazachs: Мәжіліс, Mäjılıs; Nederlands: Assemblée) is het lagerhuis van het Parlement van Kazachstan. Het hogerhuis is de Senaat (Сенаты). De Majilis werd in 1995 opgericht en telde aanvankelijk 77 leden. Een grondwetswijziging breidde dit aantal in 2007 uit naar 107 leden. Verkiezingen voor de Majilis vinden in de regel om de vier jaar plaats. Een termijn mag niet langer dan vijf jaar duren. De Majilis kent een kiesdrempel van 7%, waardoor het aantal in het lagerhuis vertegenwoordigde partijen zeer beperkt is.
De Majilis wordt gedomineerd door de politieke partij Amanat, die voorheen de naam Noer Otan droeg. Andere partijen in de Majilis zijn Ak Zhol en de Volkspartij van Kazachstan. Daarnaast hebben er negen vertegenwoordigers van het volksfront, Vergadering van het Volk van Kazachstan zitting in de Majilis.

## Bijeenroepingen
- Ie: 30 januari 1996 - 1 december 1999
- IIe: 1 december 1999 - 3 november 2004
- IIIe: 3 november 2004 - 20 juni 2007
- IVe: 1 september 2007 - 15 november 2011
- Ve: 20 januari 2012 - 20 januari 2016
- VIe: 25 maart 2016 - 30 december 2020
- VIIe: 15 januari 2021 - heden

## Huisvesting
De Majilis is, tezamen met de Senaat, gevestigd in het Parlementsgebouw in Nur-Sultan, de hoofdstad van Kazachstan.

## Zetelverdeling
| Samenstelling Majilis van Kazachstan 2021 |             |                                         |        |          |
| Embleem                                   | Embleem     | Politieke partij                        | %      | Zetels   |
|                                           | Logo Amanat | Amanat                                  | 71,09% | 76 / 107 |
|                                           |             | Ak Zhol                                 | 10,95% | 12 / 107 |
|                                           |             | Volkspartij van Kazachstan              | 9,10%  | 10 / 107 |
|                                           | Logo QAH    | Vergadering van het Volk van Kazachstan | —      | 9 / 107  |
| Bron: OSK                                 |             |                                         |        |          |

## Voorzitters van de Majilis
| №  | №         | Afbeelding | Naam                              | Begin ambtstermijn | Einde ambtstermijn | Politieke partij | Politieke partij |
| -- | --------- | ---------- | --------------------------------- | ------------------ | ------------------ | ---------------- | ---------------- |
| 1  |           |            | Marat Ospanov (1949–2000)         | 30 januari 1996    | 1 december 1999    | Partijloos       |                  |
| 1  | Otan      |            | Marat Ospanov (1949–2000)         | 30 januari 1996    | 1 december 1999    |                  |                  |
| 2  |           |            | Zjarmakhan Toejakbaj (1947–)      | 1 december 1999    | 3 november 2004    | Otan             |                  |
| 3  |           |            | Oral Moehamedjanov (1948–2013)    | 3 november 2004    | 20 juni 2007       | Otan             |                  |
| 3  | Noer Otan |            | Oral Moehamedjanov (1948–2013)    | 3 november 2004    | 20 juni 2007       |                  |                  |
| 4  |           |            | Aslan Moesin (1954–)              | 2 september 2007   | 13 oktober 2008    | Noer Otan        |                  |
| 5  |           |            | Oral Moehamedjanov (1948–2013)    | 13 oktober 2008    | 16 november 2011   | Noer Otan        |                  |
| 6  |           |            | Noerlan Nigmatoelin (1962–)       | 20 januari 2012    | 3 april 2014       | Noer Otan        |                  |
| 7  |           |            | Kabiboella Dzjakoepov (1949–)     | 3 april 2014       | 20 januari 2016    | Noer Otan        |                  |
| 8  |           |            | Baktikozja Izmoechambetov (1948–) | 25 maart 2016      | 22 juni 2016       | Noer Otan        |                  |
| 9  |           |            | Noerlan Nigmatoelin (1962–)       | 22 juni 2016       | 1 februari 2022    | Noer Otan        |                  |
| 10 |           |            | Erlan Qoşanov (1962–)             | 1 februari 2022    | heden              | Amanat           |                  |

## Verwijzingen
Abchazië: Parlement · 
Albanië: Kuvendi · 
Andorra: Consell General de les Valls · 
Armenië: Azgayin Zhoghov · 
Azerbeidzjan: Milli Məclis · 
België: Federaal Parlement (Senaat en Kamer) · 
Bosnië en Herzegovina: Parlementarna Skupština · 
Bulgarije: Narodno Sobranie · 
Cyprus: Vouli ton Antiprosópon · 
Denemarken: Folketing · 
Duitsland: Bundestag (en Bundesrat) · 
Estland: Riigikogu · 
Finland: Eduskunta · 
Frankrijk: Parlement (Assemblée nationale en Sénat) · 
Georgië: Parlement · 
Griekenland: Vouli · 
Hongarije: Országgyűlés · 
Ierland: Oireachtas (Dáil en Seanad) · 
IJsland: Alþingi · 
Italië: Parlement (Kamer en Senaat) · 
Kazachstan: Parlamenti (Majilis en Senaat) · 
Kosovo: Assemblee · 
Kroatië: Sabor · 
Letland: Saeima · 
Liechtenstein: Landtag · 
Litouwen: Seimas · 
Luxemburg: Chambre · 
Macedonië: Sobranie · 
Malta: Il-Kamra · 
Moldavië: Parlamentul · 
Monaco: Conseil National · 
Montenegro: Skupština · 
Nagorno-Karabach: Azgayin Zhoghov · 
Nederland: Staten-Generaal (Eerste Kamer en Tweede Kamer) · 
Noord-Cyprus: Cumhuriyet Meclisi · 
Noorwegen: Storting · 
Oekraïne: Verchovna Rada · 
Oostenrijk: Nationalrat · 
Polen: Sejm (en Senat) · 
Portugal: Assembleia da Republica · 
Roemenië: Camera Deputaţilor · 
Rusland: Federatieve vergadering (Staatsdoema en Federatieraad) · 
San Marino: Consiglio Grande e Generale · 
Servië: Narodna skupština · 
Slowakije: Národná Rada · 
Slovenië: Državni Zbor en Državni Svet · 
Spanje: Cortes Generales (Senado en Congreso de los Diputados) · 
Transnistrië: Opperste Sovjet · 
Tsjechië: Parlament (Senaat en Kamer van Afgevaardigden) · 
Turkije: Meclis · 
Verenigd Koninkrijk: Parliament (House of Commons en House of Lords) · 
Wit-Rusland: Nationale Vergadering (Huis van Afgevaardigden en Raad van de Republiek) · 
Zuid-Ossetië: Parlement · 
Zweden: Riksdag · 
Zwitserland: Bondsvergadering (Nationale Raad en Kantonsraad)
Cursief: wijst op een niet of slechts deels erkende staat